# Kopplingsschema

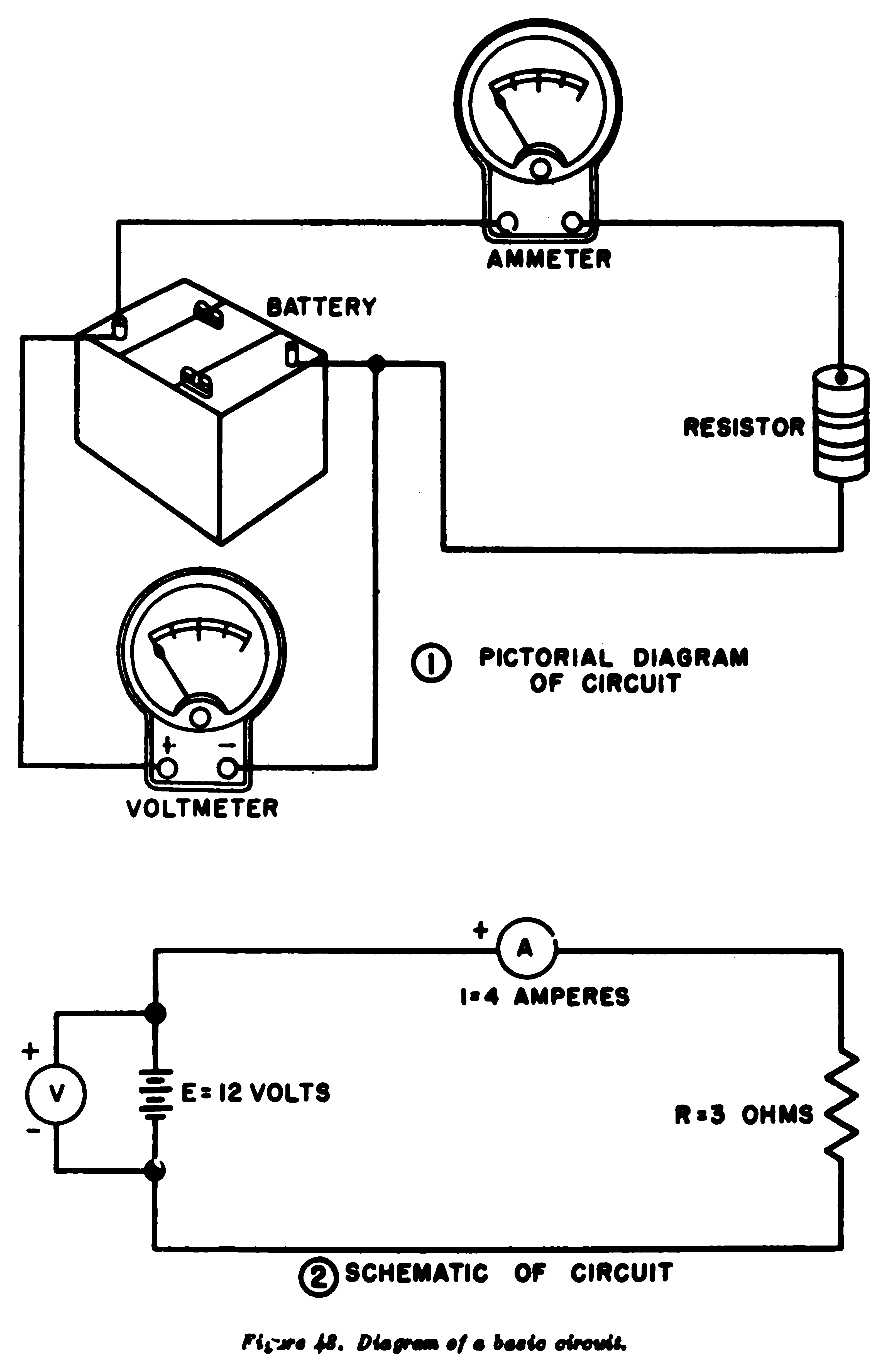
Comparison of pictorial and schematic styles of circuit diagrams

Kretsschemat för en 4-bits räknare. En typ av tillståndsmaskin

Ett kopplingsschema (eller kretsschema) är en grafisk representation av en elektrisk krets. Ett illustrerat kopplingsschema använder enkla bilder av komponenter, medan en schematisk bild visar komponenterna och förbindelserna i kretsen med hjälp av standardiserade symboliska representationer. Presentationen av sammankopplingar mellan kretskomponenterna i schemat motsvarar inte nödvändigtvis de fysiska arrangemangen i den färdiga anordningen.
Till skillnad från ett blockschema eller layoutdiagram, visar ett kopplingsschema elanslutningens faktiska krets. En ritning avsedd att avbilda det fysiska arrangemanget av ledningarna och komponenterna de ansluter kallas konstverk eller layout, fysisk design eller kopplingsschema. 
Kretsscheman används för konstruktion (kretskonstruktion, kretskortskonstruktion)  och för underhåll av elektrisk och elektronisk utrustning.
Inom datavetenskap är kopplingsscheman användbara för att visualisera logiska uttryck skrivna med boolesk algebra.
För utformning av kopplingsscheman används oftast EDA-datorprogram, exempelvis KiCad, som automatiserar mycket av uppgiften.

## Symboler
Kretsscheman är bilder med symboler som har skiljt sig från land till land och förändrats över tid, men som nu till stor del är internationellt standardiserade. Enkla komponenter hade ofta symboler som var avsedda att representera en del av enhetens fysiska konstruktion. Till exempel, symbolen för ett motstånd går tillbaka till den tid då den komponenten tillverkades av en lång bit tråd lindad på ett sådant sätt att den inte producerar induktans, vilket skulle ha gjort det till en spole. Dessa trådlindade motstånd används nu endast i högeffekttillämpningar, mindre motstånd gjuts av kolsammansättning (en blandning av kol och fyllmedel) eller tillverkas som ett isolerande rör eller spån belagda med en metallfilm. Den internationellt standardiserade symbolen för ett motstånd är därför nu förenklad till en rektangel, ibland med värdet i ohm skrivet inuti, istället för sicksack-symbolen.

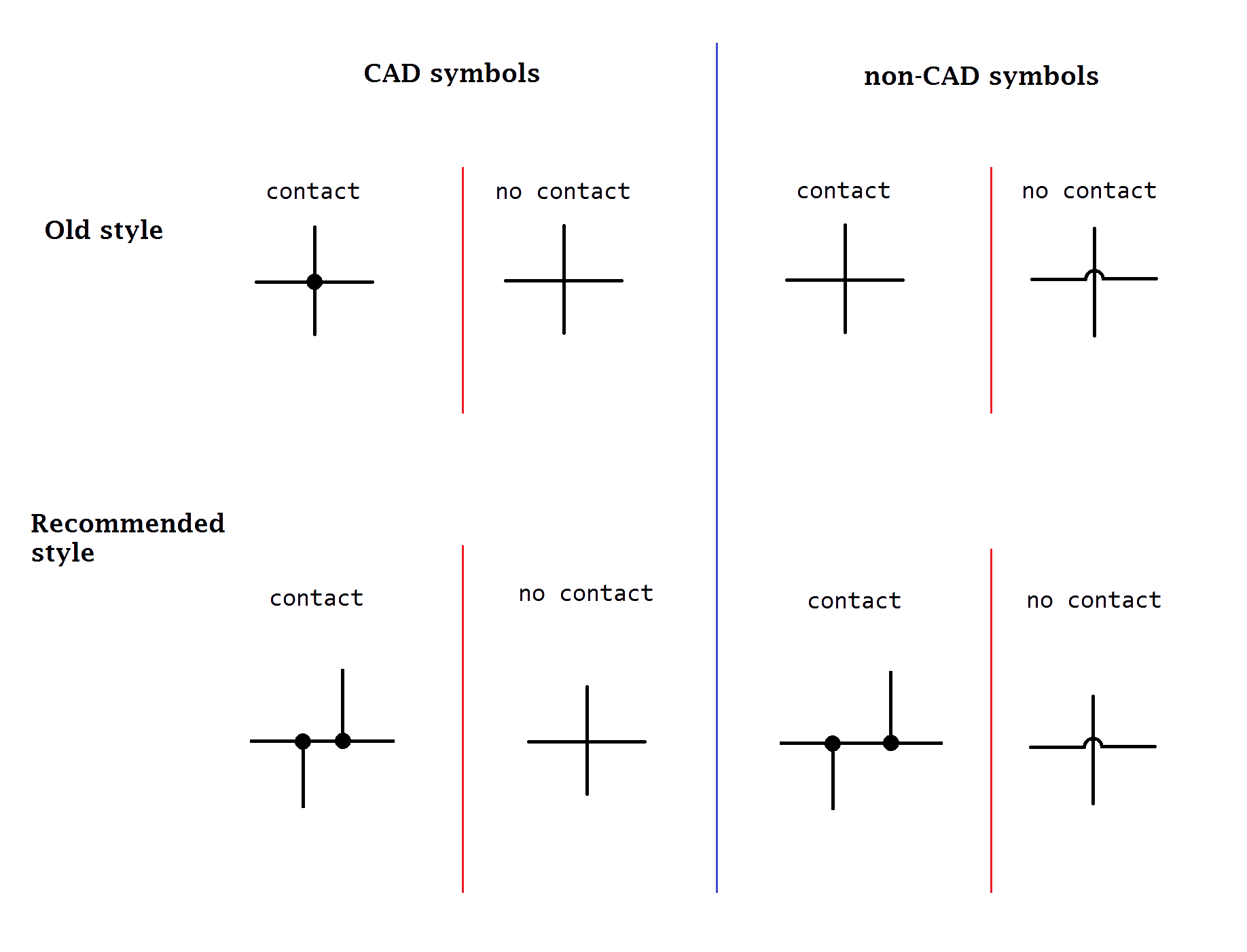
Trådkorsningssymboler för kretsscheman. CAD - symbolen för isolerade korsande ledningar är densamma som den äldre, icke-CAD-symbolen för oisolerade korsande ledningar. För att undvika förvirring rekommenderas tråd-"hopp"-symbolen (halvcirkel) för isolerade ledningar i icke-CAD-scheman (i motsats till att använda CAD-symbolen för ingen anslutning), för att undvika förväxling med den ursprungliga, äldre stilsymbolen, vilket betyder raka motsatsen. Den nyare, rekommenderade stilen för 4-vägs ledningsanslutningar i både CAD- och icke-CAD-scheman är att förskjuta kopplingstrådarna till T-korsningar. [ 3 ]

Kopplingar mellan ledningar var en gång enkla korsningar av linjer. Med användingen av datoriserad ritning visades anslutningen av två korsande ledningar genom en korsning av ledningar med en "prick" eller "blobb" för att indikera en anslutning. Samtidigt förenklades korsningen till att vara samma korsning, men utan "prick". Det fanns dock en risk för att de kablar som var anslutna och inte anslutna på detta sätt förväxlades, om pricken ritades för liten eller av misstag utelämnades (till exempel kan "punkten" försvinna efter flera passeringar genom en kopieringsmaskin). Som sådan är den moderna praxisen för att representera en 4-vägs trådförbindelse att dra en rak tråd och sedan dra de andra ledningarna förskjutna längs den med "prickar" som anslutningar (se diagram), för att bilda två separata T-korsningar som inte skapar någon förvirring och uppenbarligen inte är en korsning.
För korsande ledningar som är isolerade från varandra används vanligen en liten halvcirkelsymbol för att visa att en ledning "hoppar över" den andra ledningen (liknande hur bygeltrådar används).

Vanliga schematiska diagramsymboler (amerikanska symboler)

Faskontrollkrets som till exempel kan användas för en dimmer

En vanlig, hybrid stil av ritning kombinerar T-korsningen korsningar med "punkt"-anslutningar och tråd-"hopp" halvcirkelsymboler för isolerade korsningar. På detta sätt kan en "prick" som är för liten för att se eller som av misstag har försvunnit fortfarande tydligt skiljas från ett "hopp".
På ett kretsschema är symbolerna för komponenter märkta med en deskriptor eller referensbeteckning som matchar den på listan över delar. Till exempel är C1 den första kondensatorn, L1 är den första induktorn, Q1 är den första transistorn och R1 är det första motståndet. Ofta anges värdet eller typbeteckningen för komponenten i diagrammet bredvid delen, medan detaljerade specifikationer finns i komponentlistan.
Detaljerade regler för referensbeteckningar finns i den internationella standarden IEC 61346.

## Organisation

Enkelt kopplingsschema: två brytare för samma lampa

En vanlig (men inte universell) konvention är att schematiska ritningar är organiserade på arket från vänster till höger och uppifrån och ned i samma förlopp som flödet av huvudsignalen eller kraftvägen. Till exempel kan ett schema för en radiomottagare börja med antenningången till vänster på sidan och sluta med högtalaren till höger. Positiva strömförsörjningsanslutningar för varje steg skulle visas längst upp på sidan, med jordning, negativ matning eller andra returvägar längst ner. Schematiska ritningar avsedda för underhåll kan ha de huvudsakliga signalvägarna markerade för att hjälpa till att förstå signalflödet genom kretsen. Mer komplexa enheter har flersidiga scheman och måste förlita sig på korsreferenssymboler för att visa flödet av signaler mellan de olika arken i ritningen.
Detaljerade regler för utarbetande av kretsscheman och andra dokumenttyper som används inom elektroteknik finns i den internationella standarden IEC 61082-1.
Kretsscheman ritas ofta med samma standardiserade titelblock och ram som andra tekniska ritningar.
Relälogiska linjediagram, även kallade steglogikdiagram, använder en annan vanlig standardiserad konvention för att organisera schematiska ritningar, med en vertikal strömförsörjningsskena till vänster och en annan till höger, och komponenter uppträdda mellan dem som stegpinnarna på en stege.

## Konstverk

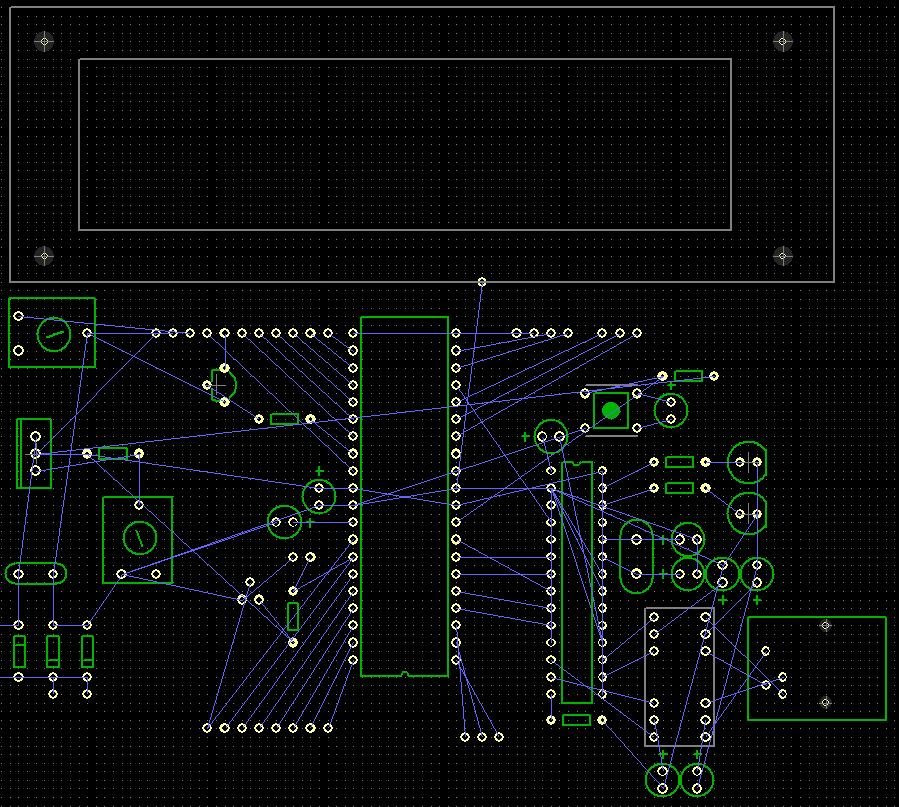
Ett råttbo.

När schemat har gjorts omvandlas det till en layout som kan tillverkas på ett tryckt kretskort (PCB). Schematiskt driven layout börjar med processen för schematisk insamling. Resultatet är vad som kallas ett "råttbo". Råttboet är ett virrvarr av trådar (linjer) som korsar varandra till deras destinationsnoder. Dessa ledningar dras antingen manuellt eller automatiskt med hjälp av verktyg för elektronisk designautomation (EDA). EDA-verktygen ordnar och omarrangerar placeringen av komponenter och hittar vägar för spår för att koppla ihop olika noder. Detta resulterar i den slutliga layouten för den integrerade kretsen eller kretskortet.
Ett generaliserat konstruktionsflöde kan vara:
Schematik → schematisk fångst → nätlista → råttbo → routing → konstverk → PCB-utveckling och etsning → komponentmontering → testning

## Utbildning
Undervisning om hur elektriska kretsar fungerar finns ofta i grundskolans och gymnasiets läroplaner. Eleverna förväntas förstå grunderna för kretsscheman och deras funktion. Användning av schematiska representationer av kretsscheman kan hjälpa till att förstå principerna för elektricitet.
Principer för kretsschemans fysik lärs ofta ut med hjälp av analogier, såsom att jämföra kretsars funktion med andra slutna system, som vattenvärmesystem med pumpar som motsvarar batterier.